# Xyris witsenioides
Xyris witsenioides là một loài thực vật hạt kín trong họ Hoàng đầu. Loài này được Oliv. miêu tả khoa học đầu tiên năm 1887.